# 퓨처라마

《퓨처라마》(Futurama)는 맷 그레이닝이 폭스 네트워크의 데이비드 X. 코헨과 같이 제작한 미국의 애니메이션 시트콤이다. 이 시리즈는 뉴욕에 살고 있는 피자 배달부인 필립 J. 프라이가 2000년 1월 1일 자정에 사고로 냉동되어, 1000년 뒤에 깨어난 후의 사건을 다룬다.
미국에서 이 시리즈는 1999년 3월 28일부터 2003년 8월 10일 폭스에서 제작 중단을 하기 전까지 방송되었다. 이 시리즈는 2007년 5시즌의 17 에피소드 후에 4편의 DVD 영화로 다시 부활하였다. 코미디 센트럴은 20세기 폭스 텔레비전과 연합하면서, 기존의 에피소드와 함께 새로운 에피소드를 방송하게 되었다. 2009년 6월 9일, 제작사인 폭스측에서 코미디 센트럴측이 2010년 중반에 26편의 새로운 에피소드를 방영할 것이라고 발표했다.
퓨처라마는 비평가들로부터 찬사를 받았으며, 2010년 기네스 세계 기록에 "현재 제일 비평가들로부터 갈채를 받은 애니메이션 시리즈"로 정점에 올라섰다. 또한 퓨처라마는 또한 13번의 애니상, 4번의 에미상 후보로 올랐으며, 그중 5편의 애니상, 2편의 에미상을 수상하였다. 또한 퓨처라마는 2번이나 미국 작가상에 올랐으며, Godfellas 에피소드로 수상하였으며, 또한 네뷸라 상의 후보로 지목되기도 하였다. 또한 The Problem With Popplers라는 에피소드로 환경 미디어 상을 수상하기도 하였다.
시리즈의 제목은 노먼 벨 게디스가 디자인한 1939년 뉴욕 세계박람회의 전시관 이름인 Futurama에서 따왔다. 이 전시관은 그가 생각한 59년도의 미래를 묘사하였다.

## 캐릭터와 캐스팅
퓨처라마는 일반적으로 플래닛 익스프레스라는 배송 회사의 직원들이 하는 모험이나 행동을 모은 시트콤이다. 에피소드들은 변함없이 프라이, 릴라, 그리고 벤더를 중심에 두고 보지만, 다른 주요 등장인물들이 중심이 되는 경우도 있다.
- 필립 J. 프라이 (Philip J. Fry / 목소리: 빌리 웨스트) — 1974년 8월 14일 출생. 높이 180cm. 피자 배달원이었던 프라이는 1000년 후 릴라의 애완 동물이 될 니블러에 의해 2000년 1월 1일 자정에 냉동인간이 되었다가 2999년 12월 31일에 깨어나게 된다. 미래에서 프라이는 자신의 친척인 휴버트 판스워스의 회사인 플래닛 익스프레스에 취직해서 배달원으로 일하게 되며, 플래닛 익스프레스에 소속된 우주선의 함장인 릴라를 사랑하지만 한 번의 결혼과 이혼, 그리고 평행우주의 경우를 제외하고는 번번이 거절당한다. 가장 좋아하는 곡은 'Walking on Sunshine'이다.
- 투랑가 릴라 (Turanga Leela / 목소리: 케이티 사갈) — 높이 182cm. 릴라는 플래닛 익스프레스의 유능한 외눈박이 함장이다. 태어날 때 부모로부터 버려져서 고아원에서 자란 그녀는 자신이 아직 알려지지 않은 외계종족이라고 생각한다. 나중에 그녀는 하수구 출신의 돌연변이임이 밝혀지게 된다. 원래 그녀는 냉동 연구소의 공무원이었으나, 프라이와 만나면서 생긴 사건때문에 플래닛 익스프레스의 함장이 되었다. 그녀는 자신의 존재를 숨기고 있는 니블러를 자신의 애완동물로 삼고 있다. 그녀는 냉철한 판단력, 지적인 두뇌, 완벽한 몸매, 뛰어난 무술실력을 골고루 갖춘 만능영웅이다.
- 벤더 벤딩 로드리게즈 (Bender Bending Rodríguez / 목소리: 존 디마지오) — 높이 170cm. 185cm (안테나 상단으로). 욕 잘하고, 알코올 중독(알코올로 동작하는 로봇이며, 알코올을 마시지 않으면 기능이 정지된다.)에 흡연자이고, 사람을 싫어하며, 도벽이 있고, 이기적인 성격을 가진 일명 더러운 성격을 가진 로봇이다. 원래는 자살 부스를 위한 철심을 구부리도록 만들어졌으나, 프라이를 만나서 벤더의 삶이 변화되었다. 프라이의 가장 친한 친구이며 룸메이트이다. 프라이, 릴라와 함께 배달 임무를 맡는다.
- 휴버트 J. 판스워스 교수 (Professor Hubert J. Farnsworth / 목소리: 빌리 웨스트) — 2841년 4월 9일에 태어났으며 프라이의 머나먼 후손이다. 높이 167cm. 그의 미치광이 발명품들을 위한 돈을 마련하기 위해 플래닛 익스프레스를 설립하였으며, 자신의 계승자를 만들기 위해 자기 자신을 복제하여 큐버트 판스워드(Cubert Farnsworth)를 창조하게 된다. 그는 화성 대학교의 교수직을 맡고 있으며, 과학 아카데미의 회원이기도 하다. 또한 예전에는 지구의 하나밖에 없는 로봇 회사인 "맘(엄마)의 로봇 회사"에서 근무하기도 하였으며 퓨처라마세계에서의 존재하는 로봇의 창조주이다.
- 허미스 콘래드 (Hermes Conrad / 목소리: 필 라마(Phil LaMarr)) — 높이 173cm. 자메이카 출신 허미스는 플래닛 익스프레스의 회계사이다. 관료주의적이며 규제를 좋아한다. 그는 또한 올림픽 림보의 전 챔피언이기도 하다. 부인 라바바라(LaBarbara)와 12살 난 아들 드와이트(Dwight)를 두고 있다.
- 존 D. 조이버그 박사 (Doctor John D. Zoidberg / 목소리: 빌리 웨스트(Billy West)) — 높이 175cm. 조이버그는 노이로제에 빠져 있는 디카포드 10 행성으로부터 온 바닷가재처럼 생긴 외계인으로, 현재 플래닛 익스프레스의 주치의이다. 의사 자격증이 없으며 해부학이나 생리학등에 대해서 그가 아는 것은 거의 없고, 매우 가난하여 쓰레기장에서 발견한 음식이나 도둑질한 음식들로 배를 채운다.
- 에이미 웡 (Amy Wong / 목소리: 로런 톰) — 높이 170cm. 매우 부유하며 버릇없고 무뚝뚝한 성격의 에이미는 플래닛 익스프레스에서 인턴으로 일하고 있으며 실수를 많이 한다. 현재 화성 대학교에서 공학을 공부하고 있다. 화성에서 태어났으며 인종적으로는 중국인이다. 잽 브레니건의 부관인 키프 크로커(Kif Kroker)와 연인사이이다. 사실 그녀는 우유와 완전히 동일한 물질을 만들어내는 벌레 농장 주인의 딸로서 엄청나게 부유한 환경에서 성장했다.
- 이들 말고도 '큐버트 판스워드'나 '스크러피' 등이 있다.

## 에피소드
| 시즌 | 시즌 | 회수 | 회수 | 방송 날짜        | 방송 날짜        | 방송 날짜     |
| 시즌 | 시즌 | 회수 | 회수 | 시즌 시작        | 시즌 종료        | 방송국        |
| ---- | ---- | ---- | ---- | ---------------- | ---------------- | ------------- |
|      | 1    | 13   | 13   | 1999년 3월 28일  | 1999년 11월 14일 | 폭스          |
|      | 2    | 19   | 19   | 1999년 11월 21일 | 2000년 12월 3일  | 폭스          |
|      | 3    | 22   | 22   | 2001년 1월 21일  | 2002년 12월 8일  | 폭스          |
|      | 4    | 18   | 18   | 2002년 2월 10일  | 2003년 8월 10일  | 폭스          |
|      | 5    | 16   | 16   | 2008년 3월 23일  | 2009년 8월 30일  | 코미디 센트럴 |
|      | 6    | 26   | 13   | 2010년 6월 24일  | 2010년 11월 21일 | 코미디 센트럴 |
|      | 6    | 26   | 13   | 2011년 6월 23일  | 2011년 9월 8일   | 코미디 센트럴 |
|      | 7    | 26   | 13   | 2012년 6월 20일  | 2012년 8월 29일  | 코미디 센트럴 |
|      | 7    | 26   | 13   | 2013년 6월 19일  | 2013년 9월 4일   | 코미디 센트럴 |

## 설정
《퓨처라마》는 여러 공학적인 불가사의로 가득한 31 세기를 배경으로 하고 있다. 퓨처라마에 등장하는 여러 장치들과 건축물들은 Populuxe 디자인과 흡사하다. 지구 온난화, 엄격한 관료주의, 그리고 약물 중독같은 여러 과장되어 나타날 것들이, 31세기에선 극단과, 일상화되어 있다. 등장인물들이 살고 있는 도시는, 뉴 뉴욕이며, 예전 뉴욕 시의 폐허위에 세워졌으며, 그 폐허는 "구 뉴욕"으로 변경되었다.
여러 가지 기술적인 개량들이 31세기에 만들어졌다. 론 포필이 머리를 병 안에 넣어 살 수 있게 하였고, 이 결과로 여러 정치인들과 명사들이 이시술을 여럿 받게 되었다; 이건 작가의 변명인데, 이렇게 함으로 해서 유명인들이 퓨처라마에 출현할 수 있게 되었다. 그리고 몇몇 머리들은 죽었는데도 기술의 발전 때문에 나타나는 경우가 있는데, 특중하게 나타난 예로 1994년에 죽은 리처드 닉슨이 있다. 그리고 인터넷은 자신만의 디지털 세계를 갖고 있으며, 난잡하며 매트릭스처럼 모든 감각을 에워싸고 있다. 인터넷에는 포르노, 팝업 광고, 그리고 “음란“ 채팅방과, 약간 수정된 어린이들을 위한 겉치레 적인 교육적인 정보가 있다. 텔레비전은 여전히 엔터테인먼트의 주된 방식이고, 자기의식이 있는 로봇들은 동일한 견해를 가지고 있으며, 로봇들의 알코올 연료 시스템 때문에 지구 온난화의 주 요인이 되기도 한다. 그리고 바퀴는 없어진 지 오래이고(그러나 프라이는 그 디자인을 기억하고 있었다), 호버와 압축 공기 튜브를 사용한 거대한 네트워크가 바퀴의 지위를 이어받았다.

### 사회와 문화

시리즈에 등장하는 외계인들의 언어

지구는 인간, 로봇, 그리고 외계인들의 문화가 섞인 다문화 사회로 묘사되며, 시리즈에서 등장인물들은 이들과 상호작용한다. 여러 가지 점에서 묘사된 미래는 프라이와 관객들의 허물없는 사실을 증대시켜 준다. 미래는 여러 가지 문제, 도전, 실수 그리고 과거에 대한 선입관들이 자리하고 있는 걸 종종 볼 수 있다. 로봇들은 만화에서 소수 존재로 그려진다. 로봇들은 2등 시민 대우를 받는 것으로 보이며, 몇몇만 최상위 계층에 있는 걸로 묘사된다. 대부분의 로봇들은 자아를 갖고 있으며, 자유의지와 자유를 갖고 있다. 그러나 위기가 닥쳤을 땐, 그들의 “애국심 회로”가 동작하면서 자유가 박탈되어 전쟁에서 사람과 군인들을 돕는다. 대부분의 로봇들은 로봇들을 위해 특별히 건축된 로봇 아파트에서 산다. 로봇들의 방은 크기가 일반적으로 옷장만큼 하며 그들의 옷장은 일반 방만큼 크다(i Roommate 에피소드 참조). 돌연변이들은 법에 의해서 하수도에서 살고 있다. 그들은 도시 괴담 지위를 갖고 있으며, 소문난 몇몇 사람들의 지어낸 이야기에 자주 등장한다.
종교는 비록 지배적인 종교 대부분이 변하였지만, 여전히 사회의 중요 부분이다. 20 세기에 있던 주요 종교의 통합의 결과로 최초 융합 교회가 생겨났고(실재로 베트남에 그런종교가 존재한다), 부두교가 주류가 되었다. 새로운 종교로는 오프라 윈프리를 믿는 오프라즘(Oprahism), 로보톨로지(Robotology), 그리고 배척된 트레키들이 있다. 퓨처라마에 등장하는 종교적인 요소들은 Changstein-El-Gamal 신부, 로봇 악마, 전도자봇과 한때 언급된 우주 교황이 있다. 몇몇 에피소드에서는 퓨처라마의 세계가 종교를 바꾸는 걸 배타적으로 보는 경향이 있다는 걸 보여주고 있으며, 여기엔 종교의 여러 가지 요소(예정설, 기도, 구원의 본질, 개종)등을 망라하고 있다. 몇몇 에피소드는 퓨처라마의 세계안에서 개종에 대해 초점을 맞추면서, 구제의 예정, 기도, 구원의 본질 및 개종을 포함한 다양한 주제를 다루고 있다.
지구에는 단일 대통령이 존재한다. (2 시즌에서 전 대통령인 맥닐이 외계인에게 살해당하고, 그 후임으로 리처드 닉슨의 머리가 대통령이 된다. 이 선거과정에서 웃기는 것은 총 투표율이 역대 최다라는 것이 고작 6%인 것이고 더군다나 그나마도 단 1표를 제외한 모든 표가 기권표였다는 것인데 닉슨의 머리가 그 1표를 받아 대통령에 당선된다는 것이다. 이때 닉슨의 머리와 경합을 벌인 후보로는 존 잭슨(John Jackson)과 잭 존슨(Jack Johnson)이었다.). 지구의 수도는 워싱턴 D.C.이며, 지구의 깃발은 성조기의 디자인과 유사하며, 지구가 별의 자리를 대신하고 있다. 그러나, 올림픽의 경우에는 다른 국가도 등장하는 것을 볼 수 있다.

지구 기, "올' 프리비 (Ol'Freebie)

행성들간의 민주적 규칙(Democratic Order Of Planets, D.O.O.P.)는 퓨처라마 세계에 등장하는 가상의 기구로, 유엔과, 《스타 트렉》에 등장하는 행성 연방과 비교된다. 다수의 다른 은하들은 3000년에 식민화되거나 접촉되었으며, 화성은 테라포밍 되어 지구와 비슷한 기후를 가지고 있고, 화성 대학교의 발상지이기도 하다.

## 특징

### 유머
비록 퓨처라마가 자기비하, 블랙 코미디, 음탕한 농담, 슬랩스틱, 기상천외한 유머등 다양한 유머를 포함하고 있지만, 미래 생활에 대한 풍자와, 현재와의 패러디 등이 유머의 주된 요소이다.
맷 그레이닝은 "정통 문학적 SF"을 바닥에 깐 얼빠진 코미디 쇼라는 퓨처라마의 컨셉이 표면에 잘 나타나도록 주의해서 만들었다고 한다. 또한 퓨처라마는 비 교양적인 코미디와, 교양적인 코미디가 대치되어 나타난다. 예를 들어 밴더는 자신의 명대사인 "내 빛나는 금속 엉덩이를 물어라"라는 모욕을 하며, 벤더가 제일 무서워하는 악몽은 꿈에 숫자 2가 보이는 것이다. 이 농담은 이진수에 기반을 두고 있다.
퓨처라마는 부분적으로 많은 수의 바보스런 조크를 담고 있어 컬트풍으로 발전되었다. DVD 주석에서, 제작자 중 한명인 데이비드 X. 코헨은 이 점을 지적하고, 종종 그의 바보스런 농담이 보인다고 주석에서 말하였다.
또한 이 농담 중엔 수학적인 농담도 포함되어 있는데, 예를 들어 "뢰프의 {\displaystyle \aleph _{0}}-플랙스" (알레프-0-plex) 영화관이 있으며, 또한 과학을 기반으로 한 농담도 있다. 예를 들어, 판즈워드 교수는 경마장에서 현미경으로 판독한 결과가 자신이 예상한 말과 다르자 측정된 값에 따라 도착을 조정했다고 분통을 터트리는데, 이 농담은 양자역학의 관측자의 영향에 기반을 둔 농담이다. 계속 보다보면, 30% Iron Chef 에피소드에서 강한 상호작용이 상표인 접착제(이 농담은 양자색역학에 기반을 두고 있으며, 글루온을 풀 입자로 쓰기도 한다.)를 둔걸 지나가게 되며, Put Your Head On My Shoulders 에피소드에서는 책장안의 2권의 책에 P 와 NP라는 제목이 적혀 있으며, Teenage Mutant Leela's Hurdles 에피소드에서 벤더가 "robo-" 혹은 "R-NA"를 언급하는 걸 보면, 전자공학과 유전학에서도 농담을 가져온 걸 볼 수 있다.
퓨처라마는 종종 미묘하게 고전 과학 소설에서 농을 빌리고 있다. 여럿 과학 소설 중 《스타 트렉》을 많이 가지고 오는데, 《스타 트렉》에 경의를 표하는 뜻에서 퓨처라마에 나오는 많은 소리들이 《스타 트렉》의 소리를 쓰고 있다. - 《스타 트렉》뿐만 아니라, 로봇이 지배하는 세계인 "차펙 9"는 로봇이란 단어를 처음 지어낸 카렐 차페크의 이름을 따서 지어졌으며, 목성 궤도에 있는 '고장난'이란 표식이 붙은 검은 직사각형 모노리스는 아서 C. 클라크의 스페이스 오딧세이 시리즈에서 따온 것이다.
벤더와 프라이는 종종 무서운 문(The Scary Door)이란 텔레비전 쇼를 보는데, 이 쇼는 환상특급(The Twilight Zone)의 유머스런 모조작이다.

### 오프닝 장면
심슨 가족 오프닝에 등장하는 바트의 칠판, 리사의 색소폰, 소파 개그와 유사하게, 퓨처라마의 오프닝에는 가벼운 개그가 들어있다. 에피소드가 시작할 때, "Futurama"란 단어가 화면을 가로 건너서 나타나며, 단어 밑엔 우스운 자막이 뜬다. (예를 들어, "Bender’s Humor by Microsoft Joke™" 혹은 "You Can't Prove It Won't Happen", “Coming soon illegal DVD). 그 후, 플래닛 익스프레스 우주선이 클래식 만화의 작은 클립이 나오는 대형 전광판과 충돌하면서 끝나게 된다. 여기엔 루니 툰과, 트레시 울만 쇼에 방영하던 심슨의 작은 부분, 그리고 프라이가 냉장고 속으로 들어가는 모습(Bender's Big Score)이 나온다.
《퓨처라마》의 테마 곡은 크리스토퍼 팅(Christopher Tyng)이 썼으며, 피에르 앙리(Pierre Henry)의 "Psyché Rock"를 기반으로 쓰여졌다. 탕은 퓨처라마 테마의 관현학 법을 퓨처라마 2 시즌 DVD의 "The Problem With Popplers."의 DVD 해설에서 이야기 하였다.

### 되풀이되는 농담과 캐치프레이즈
몇몇 되풀이되는 농담은 퓨처라마의 여러 에피소드에 사용되고 있다. 플래닛 익스프레스의 경영자인 휴버트 판스워스 교수는 어려운 임무나 안 좋은 소식을 말할 때 “좋은 소식이에요, 여러분!” 혹은 이를 약간 변형하며, 벤더는 종종 다른 사람에게 “내 반짝이는 금속 엉덩이나 깨물어”("Bite my shiny metal ass")나 혹은 이걸 약간 변형해서 말한다. 이 캐치프레이즈는 War is the H-Word 에피소드에서 풍자된다. 때때로 플래닛 익스프레스의 수위인 스크러피가 에피소드에 등장하면, 다른 플래닛 익스프레스 직원들은 스크러피가 오랫동안 플래닛 익스프레스에 고용되었으며 또한 자주 등장하는데도, 누군지 잘 모른다. 플래닛 익스프레스의 말단 인턴인 에이미는 에피소드에서 넘어지거나, 혹은 미끄러지며, 여러번 비명소리가 사용되기도 하였다. 때때로 그녀의 비명소리는 전설속의 끔찍한 지역인 뉴저지에 대해서 언급될 때 사용된다. 퓨처라마에는 올빼미가 쥐와 비둘기의 뒤를 이어 뉴 뉴욕의 말썽으로 자리매김하였다. 그리고 방송이 끝나고 나오는 20세기 폭스 로고는 "30세기 폭스" 로고로 변경되었다. 제작자가 이 로고를 제작할 때 폭스측에서는 새 로고를 만드는 걸 거부하였지만, 나중에 폭스가 그 로고를 좋아함에 따라 그 로고가 쓰이게 되었다.